# Pycnora xanthococca
Pycnora xanthococca är en lavart som först beskrevs av Søren Christian Sommerfelt och som fick sitt nu gällande namn av Joseph Hafellner. 
Pycnora xanthococca ingår i släktet Pycnora och familjen Lecanoraceae.  Arten är reproducerande i Sverige. Inga underarter finns listade i Catalogue of Life.